# Ayano Sato
Ayano Sato (en japonés: 佐藤綾乃, Sato Ayano; Kushiro, 10 de diciembre de 1996) es una deportista japonesa que compite en patinaje de velocidad sobre hielo.
Participó en dos Juegos Olímpicos de Invierno, obteniendo dos medallas en la prueba de persecución por equipos, oro en Pyeongchang 2018 (junto con Miho Takagi, Nana Takagi y Ayaka Kikuchi) y plata en Pekín 2022 (con Miho Takagi y Nana Takagi).
Ganó cinco medallas en el Campeonato Mundial de Patinaje de Velocidad sobre Hielo en Distancia Individual entre los años 2019 y 2025.

## Palmarés internacional
| Juegos Olímpicos                           | Juegos Olímpicos                | Juegos Olímpicos  | Juegos Olímpicos        |
| Año                                        | Lugar                           | Medalla           | Prueba                  |
| ------------------------------------------ | ------------------------------- | ----------------- | ----------------------- |
| 2018                                       | Pyeongchang (Corea del Sur)     | Medalla de oro    | Persecución por equipos |
| 2022                                       | Pekín (China)                   | Medalla de plata  | Persecución por equipos |
| Campeonato Mundial en Distancia Individual |                                 |                   |                         |
| Año                                        | Lugar                           | Medalla           | Prueba                  |
| 2019                                       | Inzell (Alemania)               | Medalla de oro    | Persecución por equipos |
| 2020                                       | Salt Lake City (Estados Unidos) | Medalla de oro    | Persecución por equipos |
| 2023                                       | Heerenveen (Países Bajos)       | Medalla de plata  | Persecución por equipos |
| 2024                                       | Calgary (Canadá)                | Medalla de bronce | Persecución por equipos |
| 2025                                       | Hamar (Noruega)                 | Medalla de plata  | Persecución por equipos |